# Giorgio Renato Franci
Giorgio Renato Franci (Ferrara, 18 settembre 1933 – Pianoro, 10 gennaio 2012) è stato un indologo, filosofo e linguista italiano.

## Biografia
Dopo essersi laureato presso l'Università di Bologna con Luigi Heilmann, ha poi compiuto studi di perfezionamento a Roma sotto la supervisione del grande orientalista Giuseppe Tucci. Suo compagno di studi dell'epoca fu Raniero Gnoli, altro noto indologo italiano. Nei primi anni sessanta ha soggiornato in India, insegnando presso le Università di Calcutta. Successivamente ha insegnato a Firenze.
Tornato all'Università di Bologna vi ha insegnato Sanscrito, Lingue Arie Moderne dell'India, Storia dell'India Moderna e Contemporanea, filosofia dell'India e dell'Asia Orientale. È stato direttore del Dipartimento di Studi Linguistici e Orientali, direttore della Biblioteca di Discipline Umanistiche e presidente dell'Accademia delle Scienze.
I suoi interessi di ricerca si sono rivolti principalmente allo studio delle molteplici manifestazioni della spiritualità dell'India classica, e in particolare del pensiero mistico (bhakti) e dell'Advaita Vedānta shankariano. Degli aspetti moderni e contemporanei si è occupato di indagare il ruolo dell'induismo nell'India d'oggi; ha studiato le problematiche relative alla questione linguistica, con particolare attenzione alle letterature in bengali e in inglese e approfindito gli studi sul pensiero classico nell'India d'oggi e i pensatori moderni in generale come Aurobindo. Ha diretto la collana «Studi e testi orientali».

## Opere
- L'Upadesasahasri (Gadyabhaga) di Sankara: contributo allo studio del Kevaladvaita, Bologna, 1958
- Recenti sviluppi delle questioni linguistiche indiane, Bologna, 1961
- Alcuni problemi e tendenze della filosofia comparata, Bologna, 1962
- Yoga ed esicasmo, Trapani, 1967
- Saggi indologici, Bologna, 1969
- La Bhakti: l'amore di Dio nell'induismo, Fossano, 1970
- Studi sul pensiero indiano, Bologna, 1975
- Piero Martinetti e "Il sistema Sankhya", 1984
- Contributi alla storia dell'orientalismo, a cura di Giorgio Renato Franci, Bologna, 1985
- Luigi Heilmann linguista, indologo, umanista, Bologna, 1991
- La benedizione di Babele: contributi alla storia degli studi orientali e linguistici, e delle presenze orientali, a Bologna, a cura di Giorgio Renato Franci, Bologna, 1991
- L'induismo, Bologna, Il Mulino, 2000
- Induismo, prefazione di Gianfranco Ravasi; testi di Giorgio Renato Franci; fotografie di Andrea Pistolesi, Milano, Touring Club Italiano, 2002
- Il Buddhismo, Bologna, Il Mulino 2004
- Yoga, Bologna, Il Mulino, 2008